# Associazione Calcio Torino 1938-1939
Questa voce raccoglie le informazioni riguardanti l'Associazione Calcio Torino nelle competizioni ufficiali della stagione 1938-1939.

## Rosa
| N. |                   | Ruolo | Calciatore           |
| -- | ----------------- | ----- | -------------------- |
|    | Italia (bandiera) | C     | Federico Allasio     |
|    | Italia (bandiera) | C     | Fioravante Baldi III |
|    | Italia (bandiera) | A     | Mario Bo             |
|    | Italia (bandiera) | D     | Luigi Brunella       |
|    | Italia (bandiera) | D     | Livio Bussi          |
|    | Italia (bandiera) | C     | Aldo Cadario         |
|    | Italia (bandiera) | A     | Walter D'Odorico     |
|    | Italia (bandiera) | A     | Luigi Ferrero        |
|    | Italia (bandiera) | D     | Osvaldo Ferrini      |

| N. |                   | Ruolo | Calciatore        |
| -- | ----------------- | ----- | ----------------- |
|    | Italia (bandiera) | A     | Giovanni Gaddoni  |
|    | Italia (bandiera) | C     | Cesare Gallea     |
|    | Italia (bandiera) | P     | Giuseppe Maina    |
|    | Italia (bandiera) | C     | Bruno Neri        |
|    | Italia (bandiera) | P     | Aldo Olivieri     |
|    | Italia (bandiera) | A     | Coriolano Palumbo |
|    | Italia (bandiera) | A     | Giulio Pellegrino |
|    | Italia (bandiera) | C     | Walter Petron     |
|    | Italia (bandiera) | A     | Raf Vallone       |

## Risultati

### Serie A

#### Girone di andata
| Arbitro: | Soliani (Genova) |

|                    |           |  |
| Allasio 27’ (rig.) | Marcatori |  |

| Arbitro: | Moretti (Genova) |

|           |           |             |
| Conti 20’ | Marcatori | 37’ Ferrero |

| Arbitro: | Tonnetti (Roma) |

|                                                    |           |             |
| Gaddoni 42’ Petron 44’ Ferrero 52’ Neri 56’ Bo 74’ | Marcatori | 1’ Lippi II |

| Arbitro: | Ciamberlini (Genova) |

|  |           |                               |
|  | Marcatori | 39’ Petron 72’ Bo 89’ Gaddoni |

| Arbitro: | Curradi (Firenze) |

|                                         |           |                      |
| Ferrero 2’, 49’, 13’ (rig.) Vallone 31’ | Marcatori | 43’ Notti 78’ Zironi |

| Arbitro: | Scorzoni (Bologna) |

|          |           |            |
| Capri 3’ | Marcatori | 52’ Petron |

| Arbitro: | Moretti (Genova) |

|  |           |               |
|  | Marcatori | 55’ Subinaghi |

| Arbitro: | Ciamberlini (Genova) |

|  |           |             |
|  | Marcatori | 40’ Vallone |

| Arbitro: | Galeati (Bologna) |

|                                    |           |  |
| Vallone 26’ Petron 74’ Gaddoni 87’ | Marcatori |  |

| Milano 11 dicembre 1938, ore 14:30 UTC+1 10ª giornata | Milano            | 0 – 0 | Torino | Stadio San Siro (14.000 spett.)\| Arbitro: \| Zelocchi (Modena) \| |
| Arbitro:                                              | Zelocchi (Modena) |       |        |                                                                    |

| Arbitro: | Ciamberlini (Genova) |

|                        |           |                |
| Petron 10’ Gaddoni 75’ | Marcatori | 15’ Campatelli |

| Arbitro: | Scorzoni (Bologna) |

|                        |           |            |
| Gabardo 4’ Bollano 48’ | Marcatori | 7’ Gaddoni |

| Arbitro: | Dattilo (Roma) |

|  |           |              |
|  | Marcatori | 58’ Cattaneo |

| Arbitro: | Ciamberlini (Genova) |

|                              |           |                        |
| Gaddoni 18’, 90’ Ferrero 75’ | Marcatori | 43’ Gabetto 56’ Tomasi |

| Bari 22 gennaio 1939, ore 14:30 UTC+1 15ª giornata | Bari              | 0 – 0 | Torino | Stadio della Vittoria (12.500 spett.)\| Arbitro: \| Zelocchi (Modena) \| |
| Arbitro:                                           | Zelocchi (Modena) |       |        |                                                                          |

#### Girone di ritorno
| Arbitro: | Dattilo (Roma) |

|                               |           |             |
| Trevisan 3’, 80’ Colaussi 12’ | Marcatori | 47’ Gaddoni |

| Arbitro: | Pirovano (Monza) |

|                                       |           |                      |
| Ferrero 12’, 78’ (rig.) Baldi III 20’ | Marcatori | 40’ Stua 90’ Neri II |

| Arbitro: | Mazza (Torre del Greco) |

|                |           |               |
| Bonistalli 19’ | Marcatori | 45’ Baldi III |

| Arbitro: | Dattilo (Roma) |

|               |           |             |
| Baldi III 23’ | Marcatori | 56’ Sansone |

| Arbitro: | Salvatori (Roma) |

|  |           |                    |
|  | Marcatori | 54’ (rig.) Allasio |

| Arbitro: | Galeati (Bologna) |

|                                 |           |            |
| Allasio 8’ D'Odorico 64’ Bo 69’ | Marcatori | 47’ Busani |

| Arbitro: | Zelocchi (Modena) |

|                              |           |  |
| Mascheroni 18’ Subinaghi 88’ | Marcatori |  |

| Arbitro: | Scorzoni (Bologna) |

|                    |           |            |
| Allasio 59’ (rig.) | Marcatori | 85’ Romano |

| Napoli 2 aprile 1939, ore 15:00 UTC+1 24ª giornata | Napoli             | 0 – 0 | Torino | Stadio Giorgio Ascarelli (12.500 spett.)\| Arbitro: \| Pizziolo (Firenze) \| |
| Arbitro:                                           | Pizziolo (Firenze) |       |        |                                                                              |

| Arbitro: | Dattilo (Roma) |

|                               |           |                     |
| Gaddoni 41’ Bo 82’ Petron 85’ | Marcatori | 37’ Coppa 50’ Boffi |

| Arbitro: | Scorzoni (Bologna) |

|            |           |             |
| Frossi 55’ | Marcatori | 63’ Gaddoni |

| Arbitro: | Salvatori (Roma) |

|             |           |  |
| Gaddoni 16’ | Marcatori |  |

| Arbitro: | Pizziolo (Firenze) |

|                                                           |           |             |
| Scarabello 18’ Morselli 25’, 70’, 40’ Lazzaretti 32’, 72’ | Marcatori | 52’ Allasio |

| Arbitro: | Dattilo (Roma) |

|             |           |               |
| Bellini 68’ | Marcatori | 75’ Baldi III |

| Arbitro: | Dellarole (Roma) |

|                   |           |            |
| Bo 42’ Petron 78’ | Marcatori | 58’ Dugini |

### Coppa Italia

#### Sedicesimi di finale
| Arbitro: | Gorini (Firenze) |

|                       |           |            |
| Vallone 22’ Baldi 57’ | Marcatori | 8’ Testera |

#### Ottavi di finale
| Arbitro: | Tonnetti (Roma) |

|                              |           |                 |
| Alberti 29’, 76’ Tortora 81’ | Marcatori | 28’, 88’ Petron |

## Statistiche

### Statistiche di squadra
| Competizione | Punti | In casa | In casa | In casa | In casa | In casa | In casa | In trasferta | In trasferta | In trasferta | In trasferta | In trasferta | In trasferta | Totale | Totale | Totale | Totale | Totale | Totale | DR  |
| Competizione | Punti | G       | V       | N       | P       | Gf      | Gs      | G            | V            | N            | P            | Gf           | Gs           | G      | V      | N      | P      | Gf     | Gs     | DR  |
| ------------ | ----- | ------- | ------- | ------- | ------- | ------- | ------- | ------------ | ------------ | ------------ | ------------ | ------------ | ------------ | ------ | ------ | ------ | ------ | ------ | ------ | --- |
| Serie A      | 38    | 15      | 11      | 2       | 2       | 32      | 17      | 15           | 3            | 8            | 4            | 13           | 17           | 30     | 14     | 10     | 6      | 45     | 34     | +11 |
| Coppa Italia | -     | 1       | 1       | 0       | 0       | 2       | 1       | 1            | 0            | 0            | 1            | 2            | 3            | 2      | 1      | 0      | 1      | 4      | 4      | 0   |
| Totale       | -     | 16      | 12      | 2       | 2       | 34      | 18      | 16           | 3            | 8            | 5            | 15           | 20           | 32     | 15     | 10     | 7      | 49     | 38     | +11 |

### Statistiche dei giocatori
| Giocatore     | Serie A  | Serie A | Coppa Italia | Coppa Italia | Totale   | Totale |
| Giocatore     | Presenze | Reti    | Presenze     | Reti         | Presenze | Reti   |
| ------------- | -------- | ------- | ------------ | ------------ | -------- | ------ |
| F. Allasio    | 29       | 5       | 2            | 0            | 31       | 5      |
| F. Baldi III  | 14       | 4       | 2            | 1            | 16       | 5      |
| M. Bo         | 28       | 5       | 1            | 0            | 29       | 5      |
| L. Brunella   | 15       | 0       | 2            | 0            | 17       | 0      |
| L. Bussi      | 15       | 0       | 1            | 0            | 16       | 0      |
| A. Cadario    | 3        | 0       | 2            | 0            | 5        | 0      |
| W. D'Odorico  | 4        | 1       | 0            | 0            | 4        | 1      |
| L. Ferrero    | 29       | 8       | 1            | 0            | 30       | 8      |
| O. Ferrini    | 29       | 0       | 1            | 0            | 30       | 0      |
| G. Gaddoni    | 28       | 11      | 1            | 0            | 29       | 11     |
| C. Gallea     | 29       | 0       | 1            | 0            | 30       | 0      |
| G. Maina      | 4        | -7      | 2            | -4           | 6        | -11    |
| B. Neri       | 30       | 1       | 1            | 0            | 31       | 1      |
| A. Olivieri   | 26       | -27     | 0            | -0           | 26       | -27    |
| C. Palumbo    | 1        | 0       | 2            | 0            | 3        | 0      |
| G. Pellegrino | 1        | 0       | 0            | 0            | 1        | 0      |
| W. Petron     | 29       | 7       | 1            | 2            | 30       | 9      |
| R. Vallone    | 16       | 3       | 2            | 1            | 18       | 4      |